# راديو ون

شعار راديو ون

إذاعة راديو ون (بالإنجليزية: Radio One)‏ كانت إذاعة لبنانية تبث باللغة الأجنبية من بيت مري. تآسست عام 1984م، وأغلقت يوم 2 فبراير 2020 م إثر الأزمة الاقتصادية التي مرت بلبنان. تبث برامجها باللغة الإنجليزية. تبث على الموجة 101 إف إم.